# Gardenvale
Gardenvale är en förort till Melbourne i Australien. Den ligger i kommunen Glen Eira och delstaten Victoria, omkring 10 kilometer sydost om centrala Melbourne. Antalet invånare är 987.
Runt Gardenvale är det mycket tätbefolkat, med 2 103 invånare per kvadratkilometer.. Närmaste större samhälle är Melbourne, omkring 10 kilometer nordväst om Gardenvale. 
Runt Gardenvale är det i huvudsak tätbebyggt. Genomsnittlig årsnederbörd är 1 244 millimeter. Den regnigaste månaden är juli, med i genomsnitt 140 mm nederbörd, och den torraste är januari, med 49 mm nederbörd.